# Janusz Zimniak
Janusz Edmund Stanisław Zimniak (ur. 6 września 1933 w Tychach, zm. 24 maja 2024 w Bielsku-Białej) – polski duchowny rzymskokatolicki, doktor teologii pastoralnej, biskup pomocniczy katowicki w latach 1980–1992, biskup pomocniczy bielsko-żywiecki w latach 1992–2010, od 2010 biskup pomocniczy senior diecezji bielsko-żywieckiej.

## Życiorys
Urodził się 6 września 1933 w Tychach. W 1935 wraz z rodziną przeprowadził się do Mysłowic. W latach 1945–1951 kształcił się w tamtejszym Państwowym Gimnazjum i Liceum im. Tadeusza Kościuszki, gdzie zdał egzamin dojrzałości. W latach 1951–1956 studiował w Wyższym Śląskim Seminarium Duchownym w Krakowie i na Wydziale Teologicznym Uniwersytetu Jagiellońskiego. Święcenia subdiakonatu i diakonatu otrzymał przez posługę biskupa Franciszka Jopa, wikariusza kapitulnego archidiecezji krakowskiej. Święceń prezbiteratu udzielił mu 9 września 1956 w katedrze Chrystusa Króla w Katowicach biskup pomocniczy kielecki Franciszek Sonik. W latach 1969–1972 odbył studia w zakresie teologii pastoralnej w Międzynarodowym Instytucie Pastoralno-Katechetycznym „Lumen Vitae” w Brukseli, będącym filią Uniwersytetu Katolickiego w Louvain. Ukończył je z licencjatem, który w 1978 na Wydziale Teologicznym Katolickiego Uniwersytetu Lubelskiego nostryfikował jako magisterium. Studia specjalistyczne kontynuował w latach 1977–1979 w Instytucie Teologii Pastoralnej Wydziału Teologicznego Katolickiego Uniwersytetu Lubelskiego, uzyskując doktorat z teologii pastoralnej po przedłożeniu dysertacji Katecheza rodzinna w twórczości Pierre’a Ranveza SI.
Pracował jako wikariusz w lokalii w Jejkowicach (1956–1957), w parafii Trójcy Przenajświętszej w Bielsku (1957–1961) i w parafii św. Pawła Apostoła w Pawłowie (1961–1963). W latach 1963–1966 był samodzielnym duszpasterzem w stacji duszpasterskiej Drutarnia-Brusiek i rektorem kościoła św. Jana Chrzciciela w Bruśku, a następnie przez kilka miesięcy 1966 wikariuszem parafii św. Bartłomieja w Bieruniu Starym. W kurii diecezji katowickiej był latach 1966–1969 i ponownie w latach 1973–1977 diecezjalnym wizytatorem katechetycznym. Od 1966 równocześnie pełnił funkcję diecezjalnego duszpasterza młodzieży męskiej, a od 1973 do 1975 sekretarza I Synodu Diecezji Katowickiej. W 1974 został konsultantem ds. katechetyki redakcji „Gościa Niedzielnego”. W 1975 brał udział w przygotowaniach Synodu Prowincji Krakowskiej. W latach 70. prowadził dni skupienia dla katechetów i nauczycieli oraz rekolekcje dla maturzystów.
Podjął wykłady z katechetyki, pedagogiki i psychologii rozwojowej w Wyższym Śląskim Seminarium Duchownym w Krakowie oraz na kursie katechetycznym w Katowicach. W latach 1979–1980 sprawował urząd wicerektora Wyższego Śląskiego Seminarium Duchownego w Krakowie.
25 września 1980 został prekonizowany biskupem pomocniczym diecezji katowickiej ze stolicą tytularną Polinianum. Święcenia biskupie otrzymał 4 listopada 1980 w katedrze Chrystusa Króla w Katowicach. Udzielił mu ich tamtejszy biskup diecezjalny Herbert Bednorz, któremu asystowali miejscowi biskupi pomocniczy: Józef Kurpas i Czesław Domin. Jako dewizę biskupią przyjął słowa „Evangelizari et evangelizare” (Być ewangelizowanym i ewangelizować). W latach 1980–1992 sprawował urząd wikariusza generalnego diecezji. W kurii biskupiej nadzorował referaty Wydziału Nauki Chrześcijańskiej, był referentem katechezy młodzieży szkół ponadpodstawowych, należał do rady administracyjnej, rady kapłańskiej i rady duszpasterskiej. Na początku 1981 wspólnie z biskupem Bronisławem Dąbrowskim, sekretarzem Episkopatu Polski, i biskupem Czesławem Dominem mediował podczas strajku generalnego „Solidarności” na Podbeskidziu, a następnie był gwarantem zawartego porozumienia.
25 marca 1992 został przeniesiony na urząd biskupa pomocniczego nowo utworzonej diecezji bielsko-żywieckiej. W tym samym roku objął urząd wikariusza generalnego diecezji. Był przewodniczącym komitetu organizacyjnego wizyty Jana Pawła II w diecezji bielsko-żywieckiej podczas podróży apostolskiej w 1995. 16 stycznia 2010 papież Benedykt XVI przyjął jego rezygnację z obowiązków biskupa pomocniczego bielsko-żywieckiego.
W ramach Episkopatu Polski został delegatem ds. duszpasterstwa młodzieży uzależnionej, objął funkcję wiceprzewodniczącego Komisji Katechetycznej, a ponadto wszedł w skład Komisji ds. Apostolstwa Świeckich i Komisji ds. Duszpasterstwa Młodzieżowego.
Zmarł 24 maja 2024 w Bielsku-Białej. 31 maja 2024 został pochowany w grobie zasłużonych kapłanów na miejscowym cmentarzu przy ul. Grunwaldzkiej.

## Odznaczenia
W 2008 został odznaczony Medalem Komisji Edukacji Narodowej.